# Petra Gargano
Petra Maria Gargano (nata Mauria; Helsinki, 11 luglio 1985) è una cantante finlandese, ex voce principale del girl group Tiktak.

## Biografia
Nel 1999, all'età di 13 anni, è entrata a far parte come voce principale delle Tiktak, un girl group composto da sei ragazze che ha subito riscosso un enorme successo in Finlandia. Ne ha fatto parte fino allo scioglimento della band nel 2007, e vi si riunirà solo nell'estate del 2018 per una serie di quattro concerti.
La carriera da solista di Petra Gargano include tre album d'inediti e una compilation contenente i singoli, ma non è riuscita ad eguagliare il successo delle Tiktak. Nel 2012 ha partecipato ai round preliminari ad Uuden Musiikin Kilpailu, la selezione nazionale finlandese per l'Eurovision Song Contest, con la canzone Janis Joplin, ma non è stata presa per le serate dal vivo. Nella primavera del 2017 Petra Gargano ha partecipato al popolare programma musicale Vain elämää.

## Vita privata
Petra ha conseguito il diploma alla scuola superiore Sibelius nella capitale finlandese, e ha proseguito gli studi alla Facoltà di Chimica dell'Università di Helsinki. Nella primavera del 2017 si è inoltre laureata in filosofia. Nell'autunno del 2010 ha sposato il batterista Mauro Gargano, con il quale ha avuto un figlio nato nell'autunno del 2013.

## Discografia

### Album
- 2009 - Rakas kaupunki
- 2013 - Kaksi pintaa
- 2016 - Aikuisten satuja

### Raccolte
- 2017 - Päiväkirjat 2007–2017

### Singoli
- 2009 - Kuka mä oon
- 2009 - Valtameri
- 2009 - Kesän ensimmäisenä lämpimänä yönä
- 2009 - Katuvalot
- 2012 - Nimeksi Anneli
- 2013 - Missä mun mies on
- 2013 - Tack och adjö
- 2015 - Ketun silmät
- 2016 - Kiitos kaikesta
- 2017 - Korvaamaton
- 2017 - Vie mut minne vaan
- 2017 - Puuttuva palanen
- 2017 - Pokka
- 2017 - En tiiä sun nimee
- 2017 - Lifesaver
- 2017 - Mä vedän näin